# Caroline Ivari
Caroline Ivari (* in Paris) ist eine französische Schauspielerin.

## Leben
Ivari wurde in Paris geboren, wo sie auch aufwuchs. Seit ihrem sechsten Lebensjahr interessiert sie sich für das Schauspiel. So schrieb sie eigene Stücke, baute die Bühnenkulisse aus Pappe und besetzte die verschiedenen Rollen mit Familienmitgliedern. Später trat sie auf Geburtstagspartys als Entertainerin auf. Ab ihrem elften Lebensjahr besuchte sie die zweisprachige Schule École Internationale Bilingue, um akzentfreies Englisch zu lernen. Sie lernte Balletttanz und erhielt eine siebenjährige Operngesangsausbildung.
Im Alter von 18 Jahren zog sie nach Los Angeles, wo sie an der Loyola Marymount University ein Studium in Politikwissenschaft abschloss. Während dieser Zeit wuchs wieder der Wille, im Schauspiel tätig zu sein. Sie lernte das Schauspiel am Beverly Hills Playhouse. Ihr großes Vorbild als Schauspieler und Regisseur ist Gary Oldman.
2016 debütierte sie im Kurzfilm Flip Your Lid. Ivari übernahm 2017 im Science-Fiction-Film Alien Convergence – Angriff der Drachenbiester die Hauptrolle der Emma Harper, Anführerin einer Spezialeinheit der US Air Force. 2018 hatte sie eine Nebenrolle in dem Spielfilm In Echo Park. Im selben Jahr war sie in einer Episode der Fernsehserie Snowfall zu sehen.

## Filmografie
- 2016: Flip Your Lid (Kurzfilm)
- 2017: Alien Convergence – Angriff der Drachenbiester (Alien Convergence)
- 2018: In Echo Park
- 2018: Snowfall (Fernsehserie, Episode 2x06)